# Goudplevier
De goudplevier (Pluvialis apricaria) is een vogel uit de familie van de plevieren (Charadriidae).
De goudplevier heet ook wel Euraziatische goudplevier omdat er nog twee sterk gelijkende goudplevieren bestaan: de Amerikaanse goudplevier (Pluvialis dominicus) en de Aziatische goudplevier (P. fulva). Het is een vrij grote plevier (26 cm), iets kleiner dan de zilverplevier maar duidelijk groter dan de bontbekplevier (18 cm).

## Beschrijving
In broedkleed is de volwassen vogel goudkleurig gespikkeld op de rug en kruin, met een zwarte buik, hals en kop en verder zwart tot aan het oog bij het mannetje. In de winter verdwijnt het zwart en is de buik lichtbruin gestippeld. De zilverplevier heeft in de zomer ook een zwarte onderkant, maar is van boven eerder zilverkleurig dan goudkleurig gestippeld.

## Voorkomen
Rond 1900 broedde de goudplevier in Nederland in kleine aantallen in de heidegebieden van de Peel en in Drenthe. Mede door ontginningsactiviteiten is hij als broedvogel sinds de jaren 1930 in Nederland uitgestorven, daarom staat de vogel op de Rode Lijst. In Duitsland heeft de vogel zich langer kunnen handhaven, maar in het laatste bolwerk, het hoogveen van de Esterweger Dose, zijn sinds 2015 geen broedgevallen meer vastgesteld.
In Nederland en België zijn goudplevieren het meest in het voorjaar (maart-april) en in het najaar (september-november) te zien. Deze trekvogels broeden 's zomers in Scandinavië en Rusland.
Als trekvogel gaat het niet slecht met de goudplevier, tussen 1980 en 2006 is er sprake van een lichte toename in getelde aantallen. De grootte van de populatie is in 2015 geschat op 1,3-1,7 miljoen volwassen vogels. De vogel staat ook als niet bedreigd op de IUCN-lijst, maar valt wel onder het AEWA-verdrag.

## Trivia
De goudplevier was het onderwerp van discussie tussen de directeuren van de Guinness Brouwerijen aan het begin van de jaren vijftig. Door een van de heren werd beweerd dat deze vogel de snelste ter wereld was. De bestaande naslagwerken gaven echter geen uitsluitsel. Uiteindelijk is hier het Guinness Book of Records uit ontstaan.
In IJsland, waar ongeveer een derde van alle goudplevieren broedt, werd de vogel in 2021 als eerste soort tot vogel van het jaar gekozen. De goudplevier is daar algemeen en de terugkeer van de goudplevier geldt er als een teken dat de winter voorbij is.

## Video
- Winterkleed
- Zomerkleed
- Goudplevieren in vlucht